# 紫金山天文台
紫金山天文台（しきんさんてんもんだい、拼音：Zĭjīn Shān Tiānwéntái、英語名：Purple Mountain Observatory）は中華人民共和国南京市玄武区にある中国科学院の天文台である。

## 概要

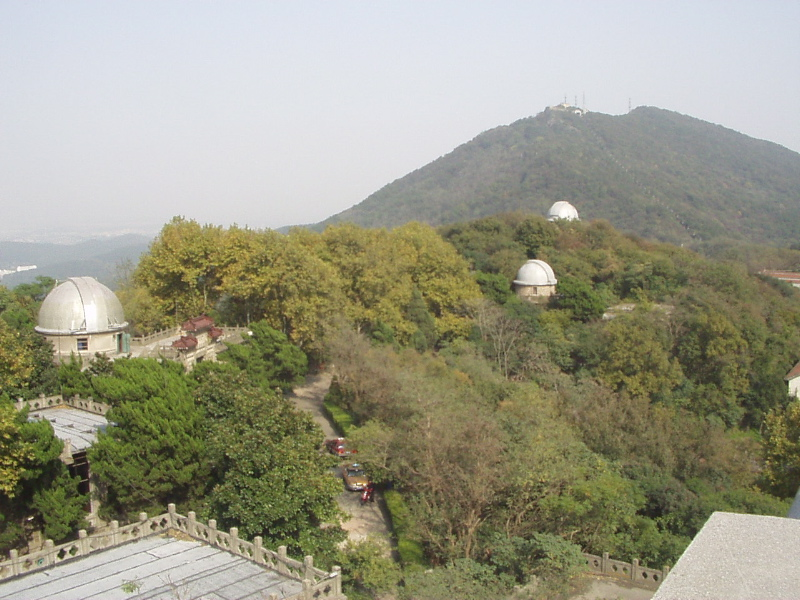
紫金山天文台

紫金山天文台は多くの彗星や小惑星を発見したことで有名で、小惑星はトロヤ群のケブリオネスなど147個を発見しており、多くの場合、中国の都市や省の名前、科学者などから命名していることが特徴である。
天文台がある紫金山とは南京の東にある山で、古くは明を建国した朱元璋の墓所（明孝陵）や近代中国の父孫文の墓所（中山陵）がある。天文台の所在地は太平天国の天堡城跡でもある。天文台は1929年に計画、建設され1934年9月に完成した。元の名称は中央研究院天文研究所である。中国が最初に自力で建設した近代的天文台として、1996年に中華人民共和国の全国重点文物保護単位に指定された。なお事務局は南京市北京西路2号と都心部にある。
1980年代以降は、南京市街に隣接するため光害がひどくなってきたことから、実際の観測機能は青海省デリンハ市など各地に設けられた観測所に移転され、南京の施設は科学教育拠点などとして使用されている。
1912年、 中華民国がグレゴリオ暦を正式な暦として採用して以降、現在に至るまで、中華人民共和国や台湾、香港などにおいても公式の暦はグレゴリオ暦となっているが、旧正月（春節）などの生活習慣が残り、中華人民共和国をはじめとする多くの地域では、それらを法定休日としていることなどから、中国暦の計算は公的に維持されており、本天文台が中国暦の編暦の責任を負っている。